# Cerámica de fondo rojo coral

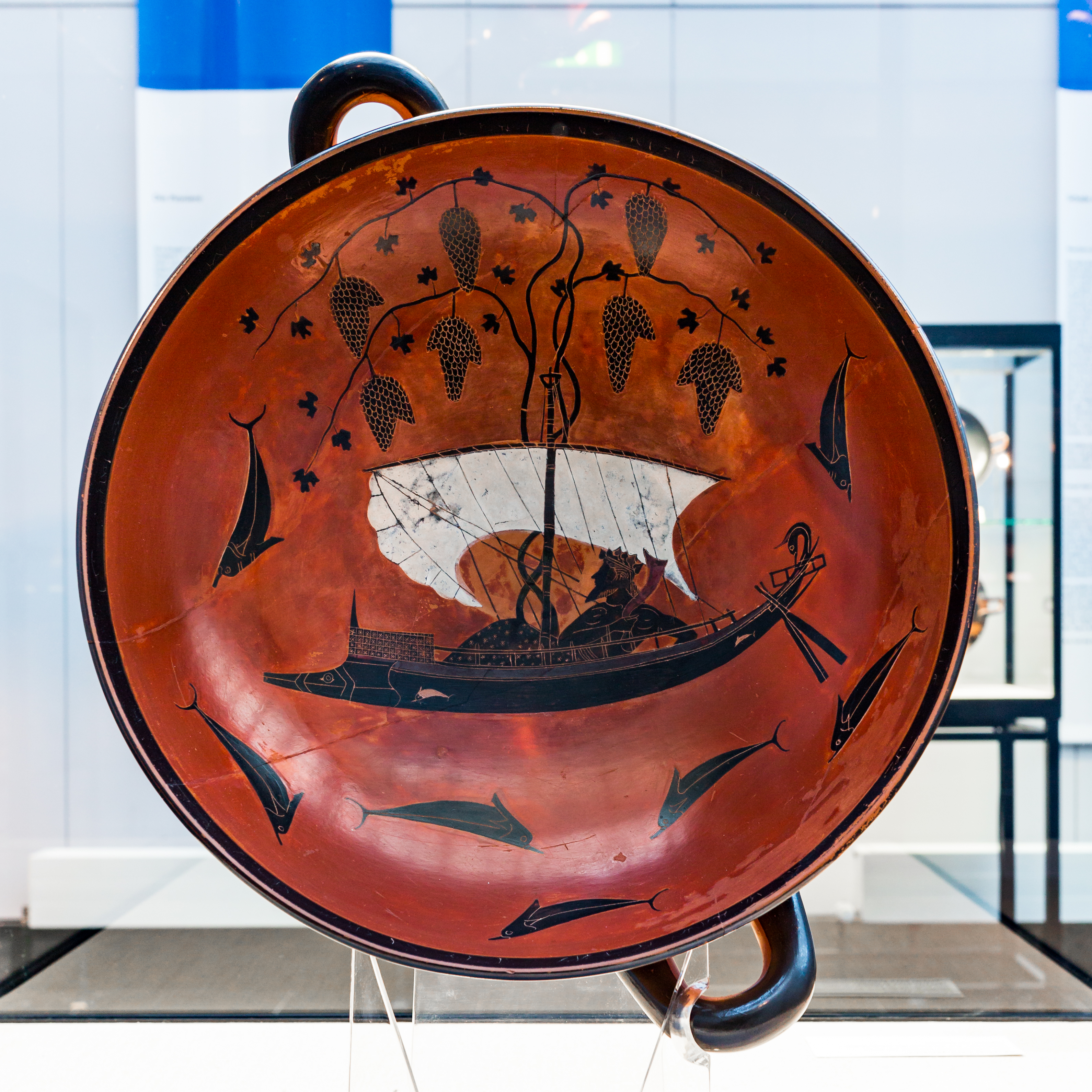
Kílix ático de figuras negras (con ojos de tipo A), llamada Copa de Dioniso. Interior decorado sobre un fondo rojo coral, pintado por Exequias, c. 540-530 a. C., Staatliche Antikensammlungen 2044, Múnich.

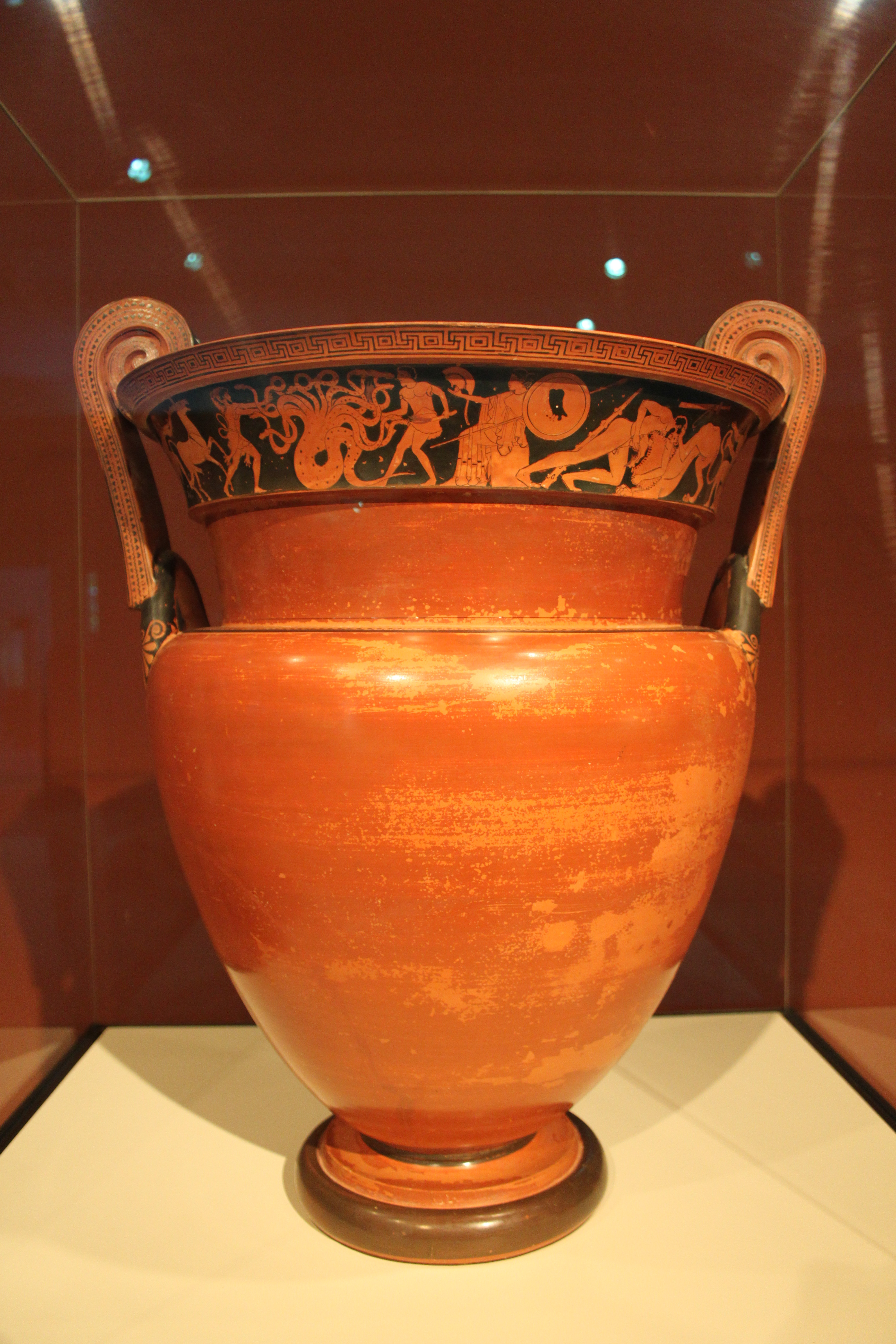
Crátera de volutas ática de figuras rojas y fondo rojo coral, ca. 480 a. C, Museo Getty Villa, Los Ángeles.

La cerámica de fondo rojo coral es un tipo de decoración de la Antigua Grecia inventado en Atenas aproximadamente entre el 540 y el 530 a. C. Esta inusual técnica de pintura de vasos se utilizó durante menos de un siglo y solo en unos pocos talleres de cerámica.
El uso más antiguo conocido de rojo coral se encuentra en la llamada Copa de Dioniso, considerada una de las obras más importantes del alfarero y pintor de vasos áticos Exequias, conservada en el Museo de Arte Antiguo de Múnich (Staatliche Antikensammlungen, n.º inv. 8729). Este kílix (tipo A) representa el viaje del dios Dioniso, utilizando una técnica ("esmaltado") conocida como "rojo coral" (utilizada para representar un "mar oscuro de vino"), tras lo cual el vaso se tiñó de rojo coral tras la cocción.
En comparación con la técnica de pintura de vasos sobre fondo blanco, son menos numerosas. Además, la técnica se limita, con pocas excepciones, principalmente a la decoración de kílices. La razón de este uso limitado es probablemente técnica. La cocción de estos vasos era más difícil y el riesgo de fallo era demasiado alto para que el uso del "rojo coral" se generalizara en los talleres de cerámica ática.
El análisis químico de diferentes puntos de la superficie de la cerámica ática de color rojo coral parece indicar que se añadió al esmalte una cantidad suficiente de revestimiento arcilloso (arcilla con alto contenido en hierro y sin caliza, lo que requería una gran experiencia para mezclarlo correctamente con agua de lluvia y ceniza de carbón vegetal  para aumentar el contenido de hierro hasta aproximadamente un 11 %, lo que es varias veces más que, por ejemplo, en la cerámica de figuras negras. Tras un ciclo de cocción en tres etapas, que incluía una secuencia de oxidación, reducción y nuevamente condiciones de oxidación, el color del esmalte cambiaba a un intenso rojo coral.   El erudito estadounidense W. David Kingery sugiere que un recubrimiento con las propiedades deseadas podría provenir de una fuente de arcilla única (la pérdida de esta fuente de arcilla también podría haber detenido por completo la producción de este rojo coral). El agotamiento de este material arcilloso único podría haber conducido al desarrollo del método de doble cocción. El desafío asociado con esta segunda cocción podría haber impulsado el desarrollo de una composición de rojo coral que permitiera la producción de negro y rojo en una sola cocción. Si esta hipótesis es correcta, los vasos rojos coral tempranos deberían tener un mayor porcentaje de ejemplares con negro y rojo de idéntica composición (y cocidos dos veces).
El uso del término «rojo coral» se convierte en un pequeño problema cuando se intenta identificar científicamente este tipo de color de vasija. Un color similar, si no idéntico, también podía aparecer por errores fortuitos durante la cocción de vasijas de figuras negras en un horno oxidante (normalmente a una temperatura más baja),en recubrimientos de arcilla defectuosos (de otra composición). Visualmente y colorimétricamente, estos rojos fabricados pueden parecer idénticos al rojo coral (el llamado "rojo coral intencionado").
Los mecanismos de producción del rojo coral se han estudiado durante muchos años y siguen siendo objeto de investigación hasta la fecha. Algunas de las respuestas a la naturaleza del rojo coral residen en la observación cuidadosa de su estado de conservación (falta de adhesión al sustrato de arcilla; se desprende; una cocción insuficiente también podría haberlo hecho más susceptible a otros tipos de daño), aplicación y superposición con el esmalte negro. Las diferencias de color entre ambos esmaltes pueden deberse a la técnica de cocción o a variaciones compositivas (químicas o morfológicas).

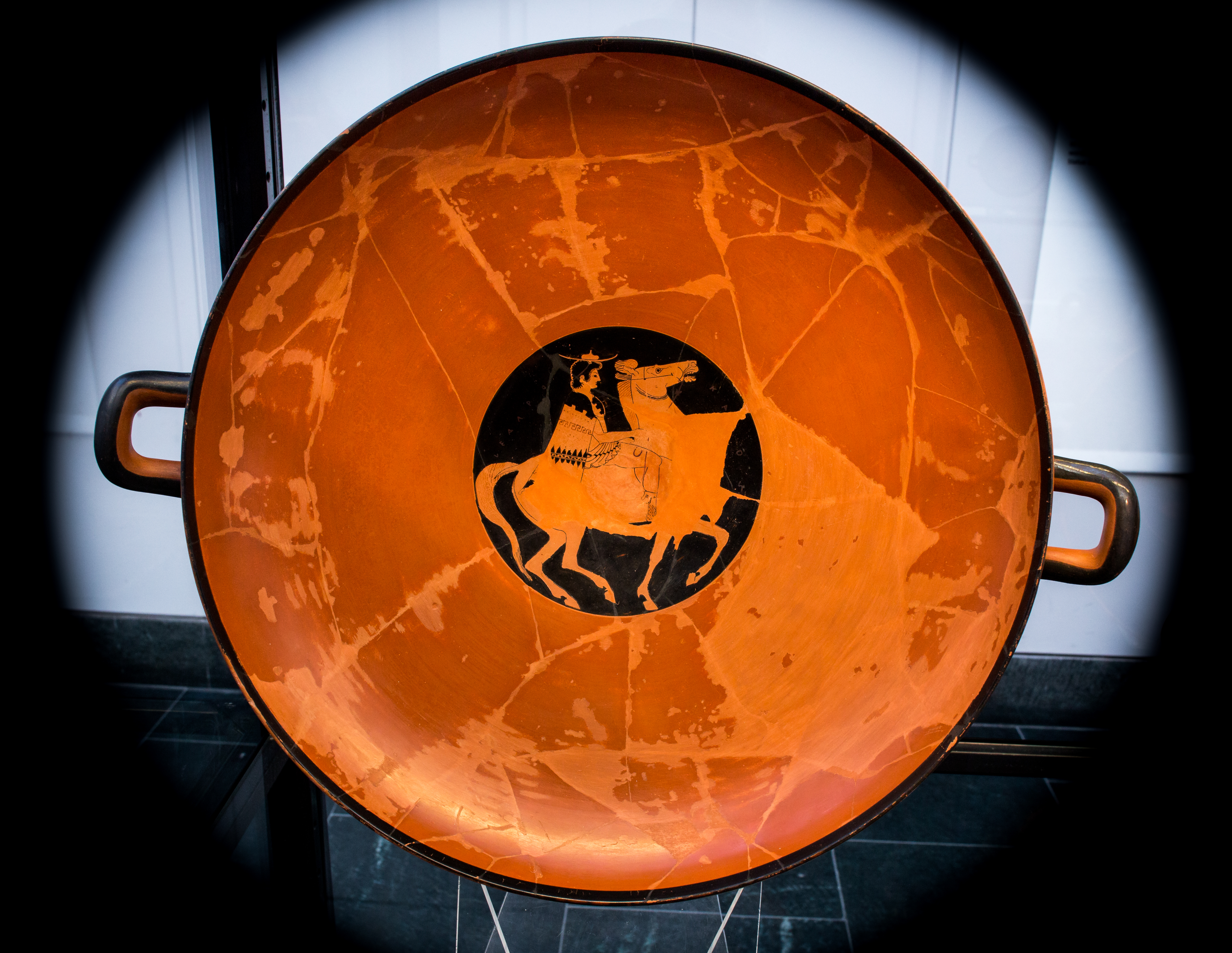
Kílix con doble decoración, Staatliche Antikensammlungens 2620, Múnich, interior de figuras rojas sobre fondo rojo coral, pintor: Eufronio, ca. 510 a. C.
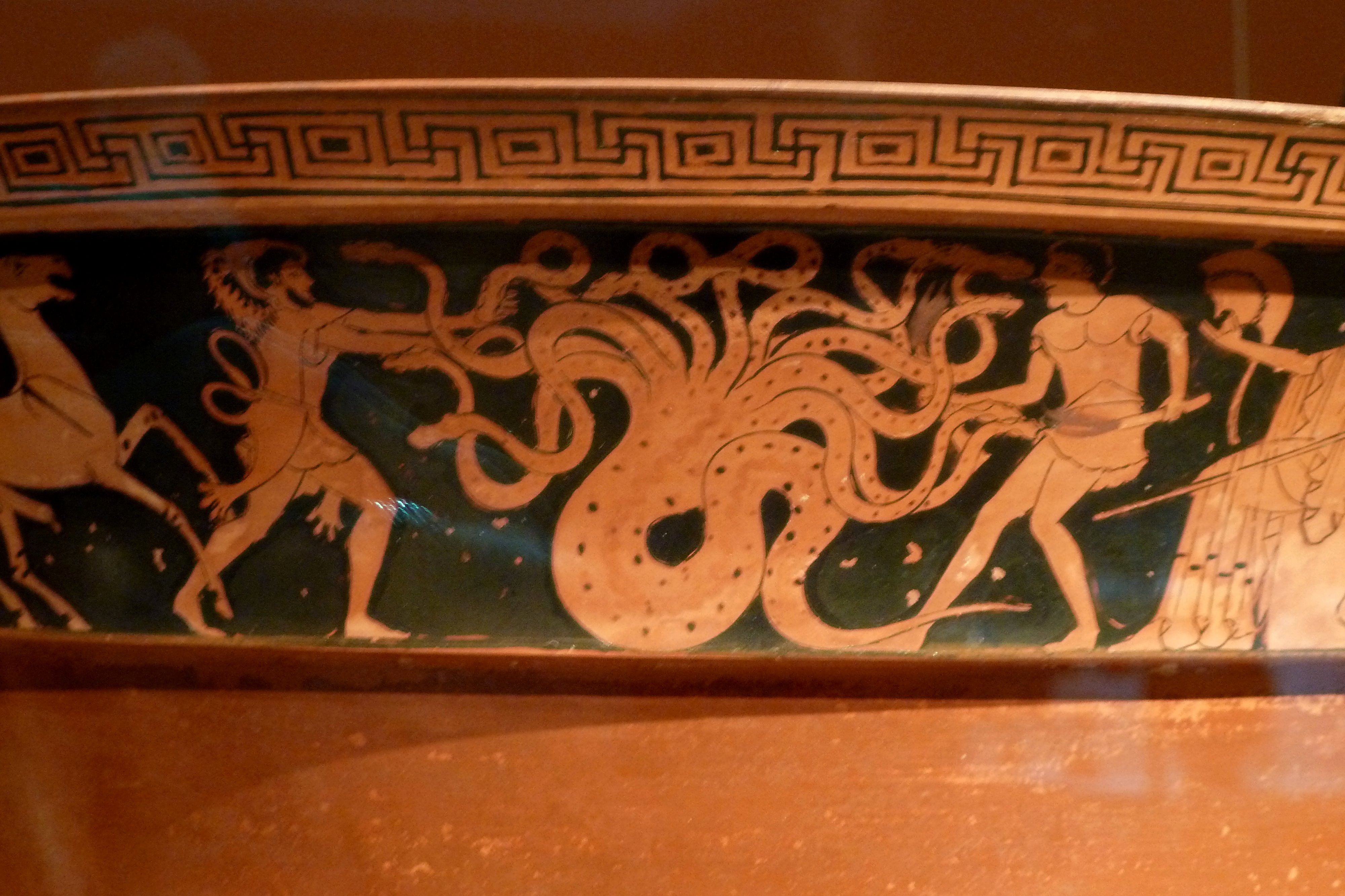
Crátera de volutas ática de figuras rojas y fondo rojo coral, c. 480 a. C., Museo Getty Villa, Los Ángeles.
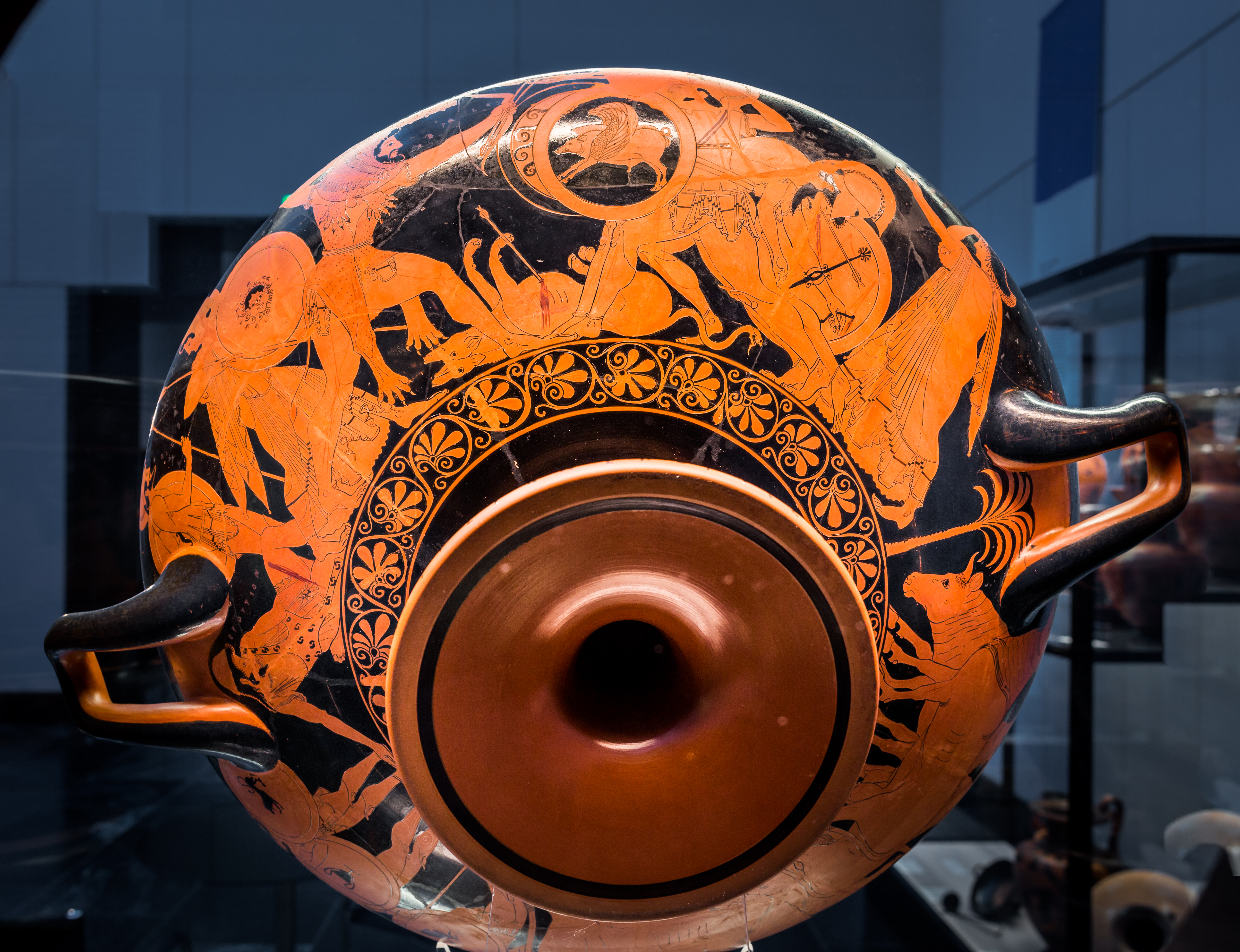
Kílix con doble decoración, Staatliche Antikensammlungen 2620, Múnich, exterior de figuras rojas.
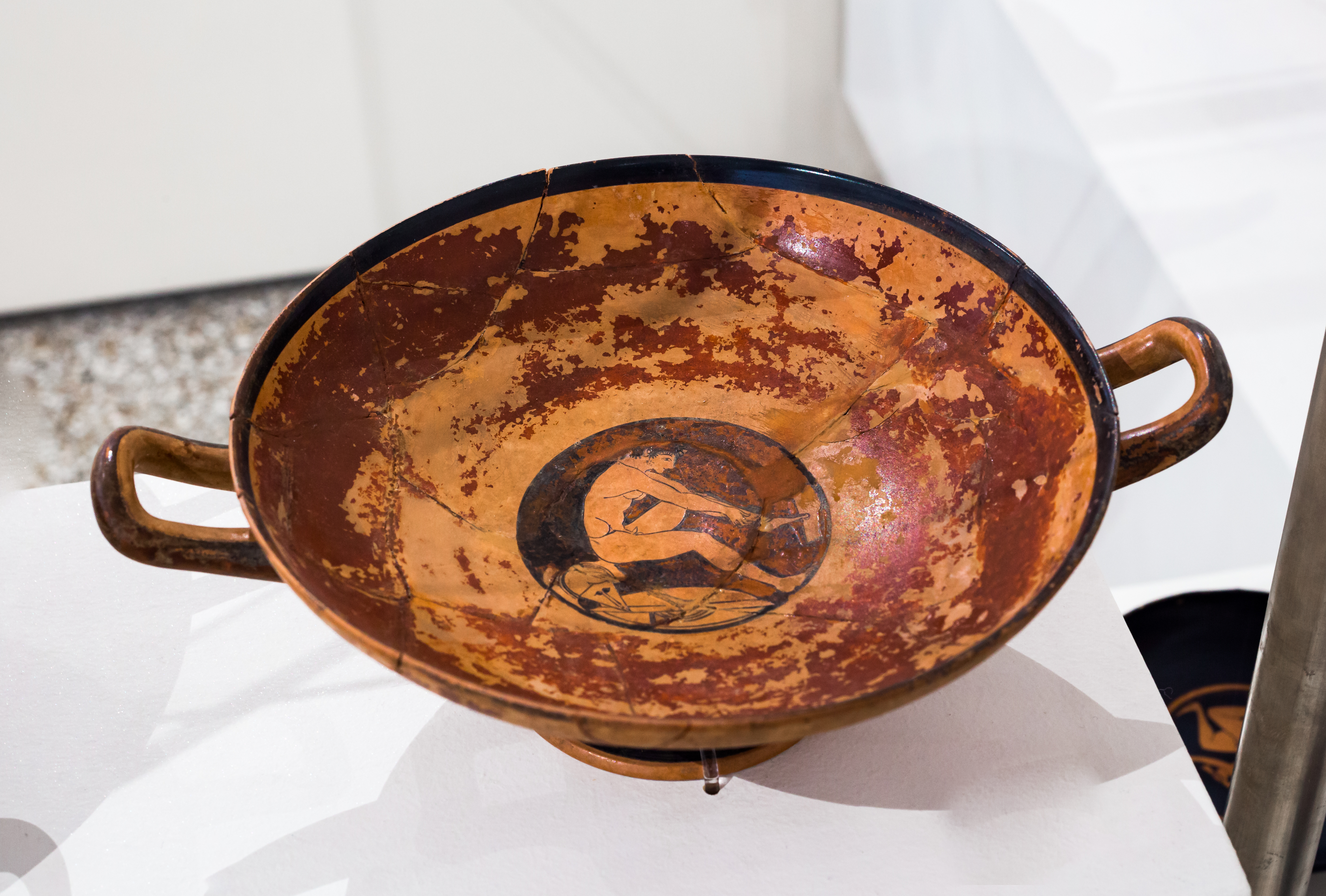
Kílix ático de figuras rojas sobre fondo rojo coral, ca. 510-490 a. C., Museo Arqueológico Nacional de Atenas.
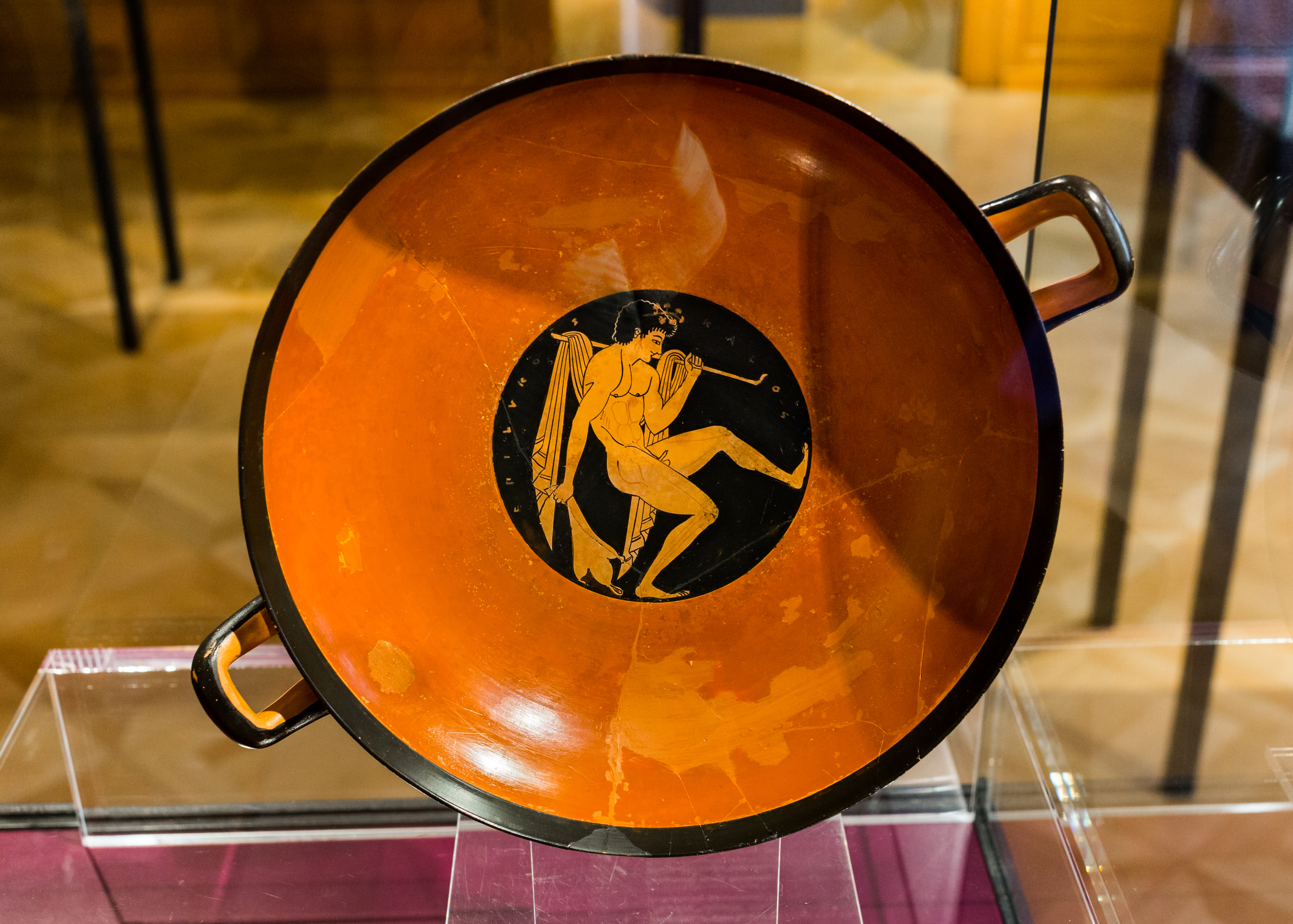
Kílix ático con doble decoración, interior de figuras rojas sobre fondo rojo coral. Museo de arte antiguo de Basilea y colección Ludwig BS 458, Basilea.